# Європейська кухня

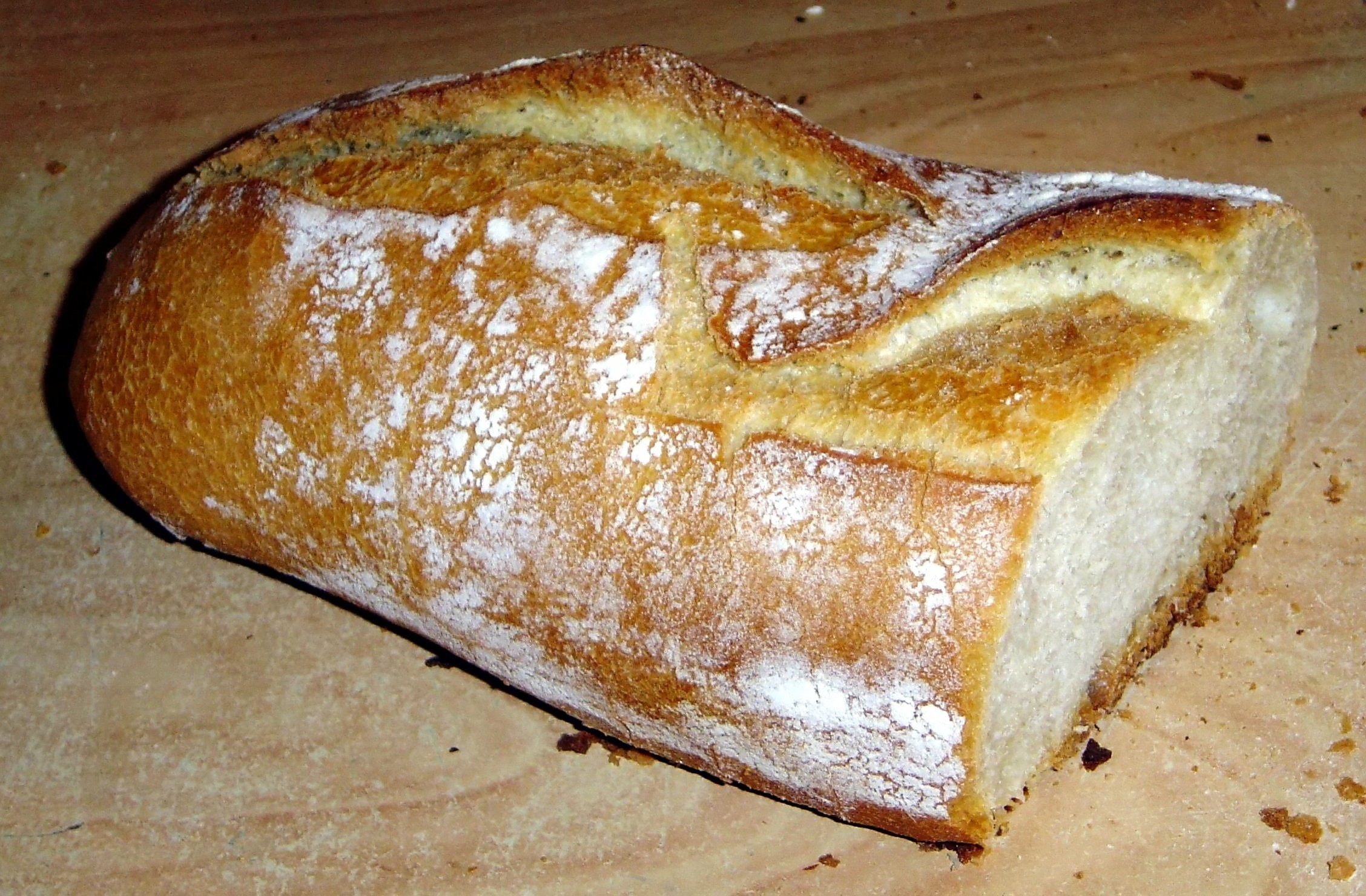
Французький хліб
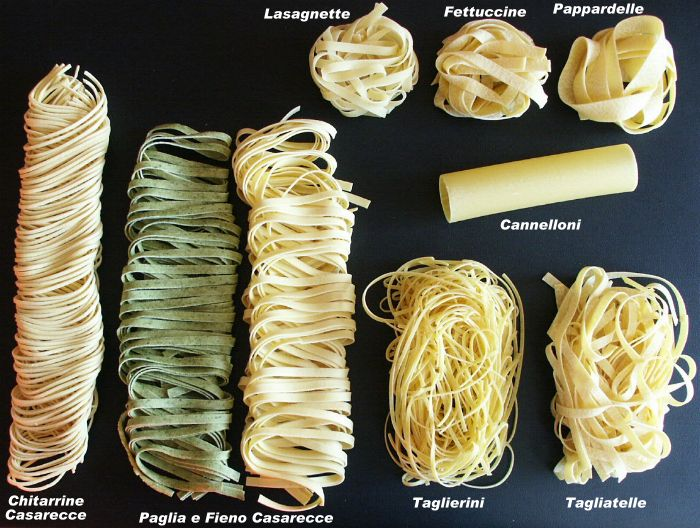
Італійська паста
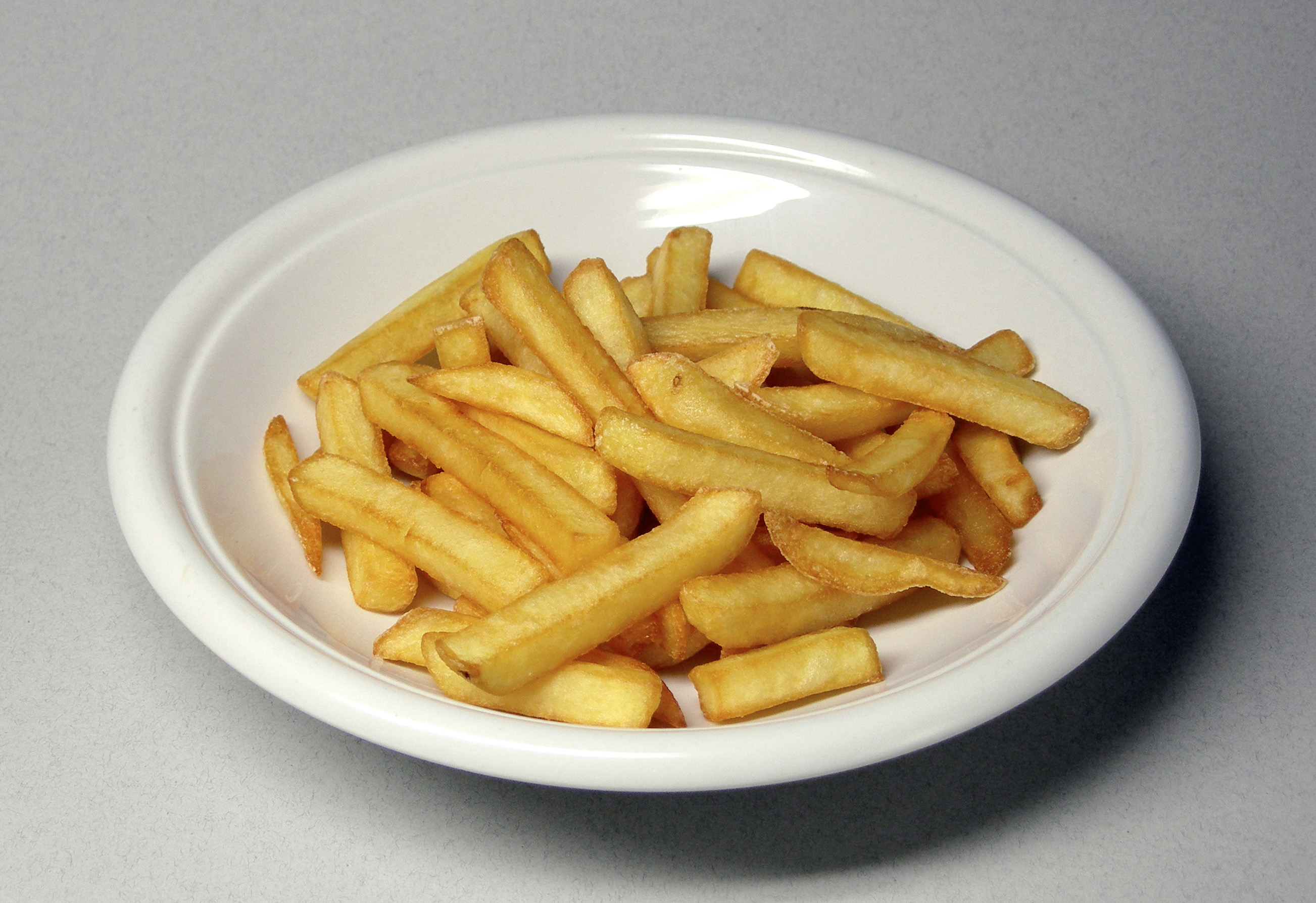
Картопля фрі
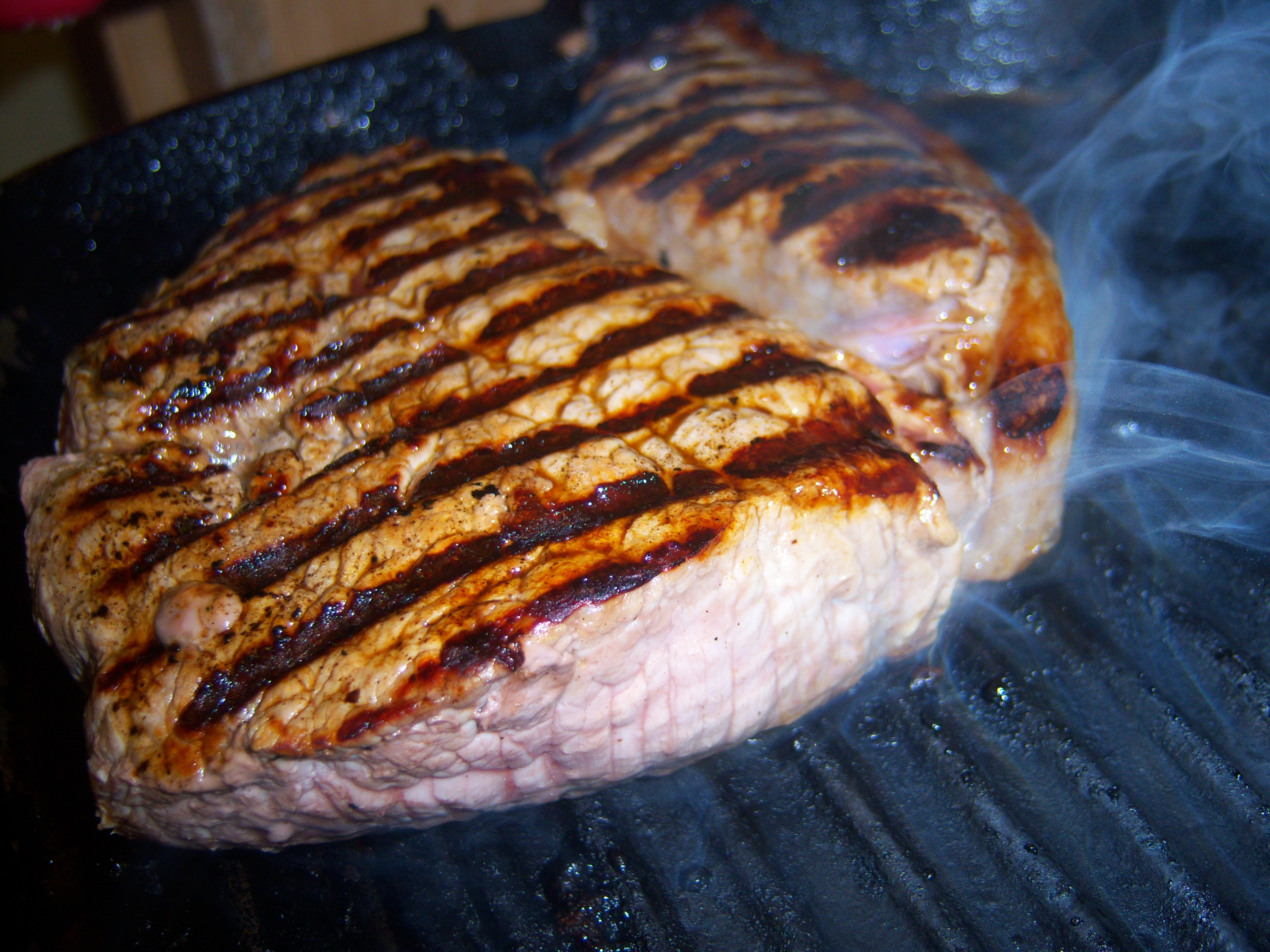
Смажений стейк

Європейська кухня, також іменована західна або континентальна — узагальнювальний термін для позначення різноманітних кухонь країн Європи, а також зазнали європейського впливу кухонь Північної Америки, Австралоазії, Океанії та Латинської Америки. Європейські кухні помітно різняться в залежності від країни, регіону, умов життя, культурних традицій і переваг в їжі — тим не менш їх об'єднує «європейське», материкове походження. Незважаючи на відмінності — загальним для європейської кухні є достаток м'ясних і овочевих страв, а також вторинна роль різних приправ і соусів при готуванні (через характерне бажання зберегти істинний смак компонентів), велика кількість виробів із застосуванням пшеничного борошна. Умовно європейську кухню можна розділити на східноєвропейську, північноєвропейську, південноєвропейську і західноєвропейську. Докладніше про ту чи іншу кухні можна дізнатися в списку статей нижче розбитих по категоріях.

## Східноєвропейська кухня
- Азербайджанська кухня
- Білоруська кухня
- Болгарська кухня
- Вірменська кухня
- Грузинська кухня
- Молдовська кухня
- Польська кухня
- Російська кухня
  - Татарська кухня
- Румунська кухня
- Словацька кухня
- Словенська кухня
- Угорська кухня
- Українська кухня
  - Кримськотатарська кухня
- Чеська кухня

## Північноєвропейська кухня
- Британська кухня
  -  Англійська кухня
    - Англоіндійська кухня

  -  Шотландська кухня
  -  Валлійська кухня
- Данська кухня
- Естонська кухня
- Ісландська кухня
- Ірландська кухня
- Латвійська кухня
- Литовська кухня
- Норвезька кухня
- Фінська кухня
- Шведська кухня

## Південноєвропейська кухня
- Албанська кухня
- Боснійська кухня
- Гібралтарська кухня
- Грецька кухня
  - Грекомакедонська кухня
- Іспанська кухня
  - Андалусійська кухня
  - Астурійська кухня
  - Арогонезька кухня
  - Балеарська кухня
  - Галісійська кухня
  - Естремадурська кухня
  - Кухня Басків
  - Валенсійська кухня
  - Канарійська кухня
  - Кантабріанська кухня
  - Кастилійсько-ламанчійська кухня
  - Каталонська кухня
  - Леонесзька кухня
- Італійська кухня
  - Венеційська кухня
  - Неаполітанська кухня
  - Кухня Сардинії
  - Сицилійська кухня
  - Тосканська кухня
- Кіпрська кухня
- Македонська кухня
- Мальтійська кухня
- Португальська кухня
- Сербська кухня
- Турецька кухня
- Хорватська кухня
- Чорногорська кухня

## Західноєвропейська кухня
- Австрійська кухня
- Бельгійська кухня
- Нідерландська кухня
- Французька кухня
- Німецька кухня
- Кухня Ліхтенштейну
- Кухня Люксембургу
- Швейцарська кухня